# The Wind Rises
The Wind Rises (Japans: 風立ちぬ, Hepburn: Kaze Tachinu) is een Japanse historische animatiefilm uit 2013, geregisseerd en geschreven door Hayao Miyazaki. De film is gebaseerd op een manga met dezelfde titel, die op zijn beurt gebaseerd is op een kort verhaal van Tatsuo Hori. Miyazaki heeft aangegeven dat dit zijn laatste film was. The Wind Rises werd genomineerd voor de Golden Globe voor beste niet-Engelstalige film. De film werd ook genomineerd voor een Oscar voor beste animatie. De productie won daarnaast onder meer een National Board of Review Award voor beste animatiefilm.

## Verhaal
De film vertelt het geromantiseerde verhaal van Jiro Horikoshi, die tijdens de Tweede Wereldoorlog hoofdontwerper was van het jachtvliegtuig Mitsubishi A6M Zero.

## Rolverdeling
| Personage       | Japanse stem        | Engelse stem         |
| --------------- | ------------------- | -------------------- |
| Jiro Horikoshi  | Hideaki Anno        | Joseph Gordon-Levitt |
| Naoko Satomi    | Miori Takimoto      | Emily Blunt          |
| Honjo           | Hidetoshi Nishijima | John Krasinski       |
| Kurokawa        | Masahiko Nishimura  | Martin Short         |
| Satomi          | Morio Kazama        | William H. Macy      |
| Caproni         | Mansai Nomura       | Stanley Tucci        |
| Kastrup         | Steve Alpert        | Werner Herzog        |
| Hattori         | Jun Kunimura        | Mandy Patinkin       |
| Kayo Horikoshi  | Mirai Shida         | Mae Whitman          |
| Moeder van Jiro | Keiko Takeshita     | Edie Mirman          |

## Achtergrond

### Première
De film had zijn wereldpremière op 20 juli 2013 in Japan. De film was 1 september 2013 ook te zien op het Filmfestival van Venetië en werd daar genomineerd voor een Gouden Leeuw.

## Prijzen en nominaties
De film werd voor 80 filmprijzen genomineerd en won daarvan 26 prijzen, waaronder: 
| Jaar | Prijs                                        | Categorie                             | Ontvanger(s) / Genomineerde(n) | Uitslag     |
| ---- | -------------------------------------------- | ------------------------------------- | ------------------------------ | ----------- |
| 2013 | Boston Society of film Critics Awards        | Beste animatiefilm                    |                                | gewonnen    |
| 2013 | Filmfestival van Mill Valley                 | Publieksprijs                         | Hayao Miyazaki                 | gewonnen    |
| 2013 | National Board of Review Awards              | Beste animatiefilm                    |                                | gewonnen    |
| 2013 | New York Film Critics Circle Awards          | Beste animatiefilm                    |                                | gewonnen    |
| 2013 | San Francisco Film Critics Circle            | Beste animatiefilm                    |                                | gewonnen    |
| 2013 | Filmfestival van Venetië                     | Gouden Leeuw                          | Hayao Miyazaki                 | genomineerd |
| 2013 | Filmfestival van New York                    | Beste film                            | Hayao Miyazaki                 | genomineerd |
| 2014 | Central Ohio Film Critics Association Awards | Beste animatiefilm                    |                                | gewonnen    |
| 2014 | Online Film Critics Society Awards           | Beste animatiefilm                    |                                | gewonnen    |
| 2014 | Toronto Film Critics Association Awards      | Beste animatiefilm                    |                                | gewonnen    |
| 2014 | Academy Awards                               | Beste animatiefilm                    | Hayao Miyazaki Toshio Suzuki   | genomineerd |
| 2014 | Golden Globes                                | Beste buitenlandsefilm                |                                | genomineerd |
| 2014 | Satellite Awards                             | Beste film, "Animated or Mixed Media" |                                | gewonnen    |